# Голеши
Голеши су насељено мјесто и мјесна заједница на подручју града Бање Луке, Република Српска, БиХ. До 2011. године МЗ Голеши су у цјелости чинила насељена мјеста: Голеши, Суботица, Перван Горњи и Перван Доњи. Од тада дио насељеног мјеста Голеши припада новоформираној мјесној заједници Чокорска поља. Према подацима пописа становништва 2013. године, у овом насељеном мјесту је пописано 372 лица.

## Становништво
|             | 2013.        | 1991.        | 1981.          | 1971.          |
| Укупно      | 372 (100,0%) | 827 (100,0%) | 1 040 (100,0%) | 1 348 (100,0%) |
| Срби        | 363 (97,58%) | 820 (99,15%) | 1 010 (97,12%) | 1 343 (99,63%) |
| Неизјашњени | 5 (1,344%)   | –            | –              | –              |
| Остали      | 4 (1,075%)   | 5 (0,605%)   | 21 (2,019%)    | 3 (0,223%)     |
| Југословени | –            | 2 (0,242%)   | 5 (0,481%)     | –              |
| Хрвати      | –            | –            | 2 (0,192%)     | –              |
| Бошњаци     | –            | –            | 1 (0,096%)1    | 2 (0,148%)1    |
| Словенци    | –            | –            | 1 (0,096%)     | –              |

1. 1 На пописима од 1971. до 1991. Бошњаци су пописивани углавном као Муслимани.

| Демографија | Демографија | Демографија |
| Година      | Становника  | Становника  |
| ----------- | ----------- | ----------- |
| 1948.       | 2.854       |             |
| 1961.       | 1.455       |             |
| 1971.       | 1.348       |             |
| 1981.       | 1.040       |             |
| 1991.       | 823         |             |

## Знамените личности
- Драгољуб Галић, суперстогодишњак
- Ђуро Дамјановић, српски књижевник
- Бошко Ђурђевић, српски глумац[6]